# Ethikkommission
Ethikkommissionen sind von Universitäten, berufsständischen Vereinigungen oder Ländern eingerichtete Kommissionen, die Wissenschaftler in ethischer und rechtlicher
Hinsicht beraten, kontrollieren und beaufsichtigen sollen, die Forschung am lebenden und am verstorbenen Menschen planen, darunter auch klinische Studien. Im Prinzip wird die Ethik der Wissenschaftsfreiheit vorgesetzt. Vor allem in der Medizin, aber auch in der Psychologie und anderen Disziplinen gehören Prüfungen und Genehmigungen solcher Forschungsprojekte zunehmend zum Standard. Sie sollen so Rechte und Sicherheit der Probanden im Sinne der Deklaration von Helsinki schützen. Einige Kommissionen beurteilen auch Tierversuche (Tierversuchskommission).

## Rechtliche Grundlagen und Situation in Deutschland
Für klinische Prüfungen von Arzneimitteln (§§ 40, 42 AMG) und Medizinprodukten (§§ 20, 22 MPG) sind entsprechende registrierte, nach Landesrecht gebildete Ethikkommissionen die zuständigen Genehmigungsbehörden. Auch für Versuche mit ionisierender Strahlung ist ihre Zustimmung (§ 31 Abs. 4 Nr. 5, 36 bzw. § 33 Abs. 3 Nr. 2, 36 Strahlenschutzgesetz) notwendig.
Ärzte und andere verkammerte Berufe (Psychotherapeuten, Zahnärzte, Apotheker) sind durch die in ihrem Kammerbezirk geltende Berufsordnung verpflichtet, sich durch die jeweils zuständige, nach Landesrecht gebildete Kommission beraten zu lassen. Die Musternorm für Berufsordnungen der Landesärztekammern ist § 15 MBO der Bundesärztekammer. Universitätsinterne Vorschriften legen das in der Regel auch für Forscher fest, die nicht durch eine gesetzliche oder untergesetzliche Beratungspflicht (z. B. Berufsordnung) fallen.
Die Zusammensetzung wird sowohl im Landesrecht (z. B. § 10 Kammergesetz für die Heilberufe (HKG)), in den Spezialgesetzen (AMG, MPG) und ergänzend in den Satzungen und Geschäftsordnungen geregelt. Mitglieder sind in der Regel Mediziner, Naturwissenschaftler, Juristen, Philosophen oder Theologen, sowie Laien. Dies variiert jedoch stark in den einzelnen Kommissionen. Die Zentrale Ethikkommission bei der Bundesärztekammer setzt sich (Stand 2016) aus acht Medizinern und Naturwissenschaftlern sowie acht Mitgliedern anderer Fakultäten zusammen.
Die Ethikkommissionen führen eine berufsethische und berufsrechtliche Beratung durch und erstellen ein schriftliches Votum.
Gesetzliche Grundlage von Ethikkommissionen sind in Deutschland das § 40 Abs. 1 Arzneimittelgesetz (AMG) und § 20 Abs. 1 Medizinproduktegesetz (MPG). Das Stammzellgesetz (StZG) sieht für den Import embryonaler Stammzellen ebenfalls eine Prüfung und Bewertung durch eine eigens dafür gebildete Ethikkommission vor (§ 8, § 9 StZG). Die konkrete Bildung der Kommissionen richtet sich nach dem jeweiligen Recht des Bundeslandes, ebenso ihr Verfahren. Sie sind zumeist mehrheitlich mit Medizinern besetzt, hinzu kommen Theologen, Juristen und Geisteswissenschaftler. Manche Ethikkommissionen verzeichnen auch Studenten oder Angehörige der Gesundheitsfachberufe als Mitglieder.
Standesrechtlich sind Ethikkommissionen nach § 15 der Musterberufsordnung für Ärzte bei den Landesärztekammern und den medizinischen Fakultäten bzw. Hochschulen zu errichten. Die Landesgesetze überlassen die Einzelregelung typischerweise den Ärztekammern und Universitäten durch Satzungsrecht. So ist es zum Beispiel nach § 17 Abs. 1 Nr. 15 Sächsisches Heilberufekammergesetz Aufgabe der Ärztekammer, in einer Berufsordnung die Beratung der Mitglieder ... vor der Forschung mit vitalen menschlichen Gameten und Embryonen ... in berufsethischen und berufsrechtlichen Fragen zu regeln. Die Berufsordnung der Sächsischen Landesärztekammer verpflichtet sodann in § 15 die Ärzte, sich vor entsprechenden Forschungsvorhaben an die zuständige Ethikkommission zu wenden.
Außerhalb der Forschung, also bei der medizinischen Behandlung, ist die Hinzuziehung von Ethikkommissionen im Bereich der Gentechnik am Menschen nicht gesetzlich, sondern nur berufsrechtlich, zum Beispiel durch Richtlinien der Bundesärztekammer (siehe „Richtlinien zum Gentransfer in menschliche Körperzellen“) und durch die Berufsordnungen der Landesärztekammern geregelt. Sie verpflichten den Arzt, sich vor Anwendung bestimmter Behandlungsmethoden durch die jeweilige Ethik-Kommission beraten zu lassen.
Gutachterlich Stellung nehmen müssen eigens dafür gebildete Ethikkommissionen auch nach dem Transplantationsgesetz (§ 8 TPG), wenn eine Organspende unter Lebenden erfolgt.
Soweit es sich um bindende Entscheidungen oder Verwaltungsakte handelt, ist gegen Stellungnahmen der Ethikkommissionen der Verwaltungsrechtsweg möglich. Beispielsweise kann die Aufsichtsbehörde angerufen werden, Feststellungs- oder Anfechtungsklagen sind ebenfalls möglich. Allerdings greifen diese Mittel nur bei wesentlichen Rechts- und Verfahrensfehlern oder bei groben materiellen Fehlern und Willkür, da den Kommissionen ein großer Entscheidungsspielraum zugebilligt wird.
Im Jahr 1983 wurde der „Arbeitskreis Medizinischer Ethik-Kommissionen in der Bundesrepublik Deutschland e. V.“ gegründet. Ihm gehören aktuell 53 nach Landesrecht gebildeten Ethik-Kommissionen als Mitglieder an. Der Arbeitskreis harmonisiert die Tätigkeit der Ethik-Kommissionen, insbesondere in der Entscheidungsfindung und in Verfahrensfragen. Er bietet Fortbildungen zur Arbeit von Ethik-Kommissionen an und fördert den Meinungs- und Erfahrungsaustausch national und international. Er bezieht Stellung zu Belangen der Ethik-Kommissionen im öffentlichen Diskurs.

### Tierversuchskommissionen
Zur Wahrung des Tierschutzes bei Tierversuchen gibt es Ethikkommissionen, die die Genehmigungsbehörden bei der Entscheidung über die Genehmigung von Tierversuchen unterstützen (Tierschutzgesetz, vgl. § 15 Abs. 1 TierSchG). Diese Kommissionen sind zu einem Drittel aus Vorschlagslisten von Tierschutzorganisationen, zu zwei Dritteln mit fachkundigen Veterinären, Ärzten und Naturwissenschaftlern zu besetzen.

### Sonstige Ethikkommissionen
Soweit Forschung außerhalb des medizinischen Bereichs oder den oben geschilderten Anwendungsgebieten stattfindet (zum Beispiel grüne Gentechnik), ist die Hinzuziehung von Ethikkommissionen weder gesetzlich noch standesrechtlich erforderlich. Dennoch haben Unternehmen zum Teil rein beratende Ethikkommissionen eingerichtet, die zum einen erneute Selbstkontrolle der Forschung sind, zum anderen jedoch auch vorrangig zur Außendarstellung dienen sollen. Es gibt auch private, nicht öffentlich-rechtlich organisierte, Ethikkommissionen, die ihre Dienste anbieten. Rein beratende Tätigkeit hat auch die Zentrale Ethikkommission bei der Bundesärztekammer.
Ethikkommissionen werden in weiteren Forschungsfeldern wichtiger, weil zunehmend Geldgeber wie die Deutsche Forschungsgemeinschaft DFG oder Zeitschriften ein Votum verlangen. Das gilt zunehmend für weitere Bereiche, außerhalb von Medizin und Psychologie. Daher hat z. B. die TU Darmstadt eine interdisziplinäre Ethikkommission eingerichtet, die auf Antrag alle Forschung, auch technische, in den Blick nimmt und gleichzeitig die Funktion einer psychologischen Ethikkommission erfüllt. Datenschutz und Datensparsamkeit sowie die Erfüllung der DSGVO kamen z. B. als ethisch relevante Zielkriterien hinzu. Außerdem prüft diese Kommission die Vereinbarkeit der Forschung mit der so genannten Zivilklausel der Universität, die Forschung nur für zivile Ziele und friedliche Zwecke erlaubt, relevant ist dies z. B. im Feld Dual-Use.
Außerhalb des Bereichs der Forschung wird neuerdings die Einrichtung von Ethikkommissionen auch im Rahmen von Verwaltungsethik diskutiert.
Die Ethikkommission für sichere Energieversorgung wurde während der Nuklearkatastrophe von Fukushima eingesetzt, um innerhalb von drei Monaten über Risiken und „gesellschaftliche“ Bewertungen der Kernenergie und anderer Energie-Formen zu beraten.
Die 'Ethik-Kommission Automatisiertes und Vernetztes Fahren' wurde 2017 vom BMVI eingesetzt und besteht aus 14 Fachleuten aus Justiz, Industrie und Kirche. Sie legte im Juni des Jahres einen Bericht und eine Empfehlung von 20 'Ethischen Regeln' vor, die als Grundlage von Entscheidungen der Steuerungssysteme autonomer Fahrzeuge dienen sollen.

### Kritik an der Zusammensetzung von Ethikkommissionen
Humanistische Verbände und Vertreter des Atheismus kritisieren seit langem, dass in staatlichen Ethikkommissionen sehr häufig Vertreter von Katholiken und Protestanten vorkommen, Nichtchristen jedoch nicht in gleichem Maße, obwohl Konfessionslose mittlerweile 1/3 der Bevölkerung stellen. Auch in der Schweiz gab es eine vergleichbare Kritik an der Nationalen Ethikkommission im Bereich der Humanmedizin (NEK), wo Vorwürfe hinsichtlich der Besetzung durch konfessionell gebundene Ethiker laut wurden, insbesondere im Zusammenhang mit dem Nationalfondsprojekt „Lebensende NFP 67“.
Aufgrund von theologischen Argumenten würden ethische Entscheidungen getroffen, die sich von Entscheidungen unterscheiden, die auf den Werten der Aufklärung beruhen. Um der Trennung von Staat und Religion Ausdruck zu verleihen, wird daher gefordert, dass staatliche Ethikkommissionen gänzlich auf Vertreter von Religionen verzichten und lediglich mit Wissenschaftlern besetzt werden. Religion bliebe damit Privatsache und der Gläubige könne etwa im Beispiel auf Basis seiner Religion auf eine Präimplantationsdiagnostik freiwillig verzichten.

## Ethikkommissionen für Psychologie
Auf dem Gebiet der Psychologie thematisieren ethische Richtlinien sowohl die berufliche psychologische Tätigkeit als auch ethische Prinzipien für psychologische Forschung. Langfristiges Ziel ist eine ethische Beurteilung aller psychologischen Forschungsvorhaben am Menschen durch entsprechende Ethikkommissionen, die dafür notwendigen Strukturen wurden vielerorts aufgebaut. Sie können spezifisch für die Psychologie oder zentral an der Universität eingerichtet sein. Die ethische Beurteilung ist dabei vor allem eine Werteabwägung zwischen Erkenntnisgewinn und Eingriff in die Freiheit/Eigenverantwortlichkeit bzw. möglichen negativen Folgen für Gesundheit oder Befindlichkeit.
Die ethische Bewertung der Forschung beinhaltet dabei drei Aspekte:
- Ethische Verantwortung der Wissenschaft in der Gesellschaft (Beitrag zum Erkenntnisfortschritt und gesellschaftlichen Nutzen)
- Ethischer Umgang mit Teilnehmern empirischer Studien (Kontrolle der Umsetzung ethischer Richtlinien in solchen Studien und Prüfung auf Unbedenklichkeit als Hauptgegenstand der Tätigkeit der Ethikkommissionen)
- Ethische Produktion, Veröffentlichung und Verwertung von Forschungsergebnissen (kein Überinterpretieren, Manipulieren, Erfinden oder Diebstahl)

Europa: Für das Gebiet der Psychologie existieren ethische Richtlinien der EFPA für die europäischen Psychologenverbände, die in nationale Ethikrichtlinien umgesetzt werden.
In Deutschland ist die nationale Ethikkommission bei der Deutschen Gesellschaft für Psychologie angesiedelt, die „Ethische Richtlinien der Deutschen Gesellschaft für Psychologie und des Berufsverbands Deutscher Psychologinnen und Psychologen“ erarbeitet und über deren Einhaltung wacht. Auch Richtlinien für lokale Ethikkommissionen der Psychologie wurden erarbeitet. Die meisten psychologischen Institute haben bereits eigene Ethikkommissionen.
In der Schweiz entwickelt die Ethikkommission der Schweizerischen Gesellschaft für Psychologie ethische Richtlinien und Checklisten für die ethische Beurteilung von psychologischen Forschungsvorhaben und unterstützt die Errichtung entsprechender Ethikkommissionen an Schweizer Universitäten. Die Föderation der Schweizer Psychologinnen und Psychologen ist mit einer Berufsethikkommission (BEK) für berufsständische ethische Fragen zuständig. Alle psychologieausbildenden Institute haben ebenfalls eine eigene Ethikkommission.
In Österreich existiert eine Ethikrichtlinie für klinische Psychologinnen und klinische Psychologen sowie für Gesundheitspsychologinnen und Gesundheitspsychologen als Richtlinie des Bundesministeriums für Gesundheit auf Grundlage eines Gutachtens des Psychologenbeirates.

### Deutschland
- Arbeitskreis Medizinischer Ethik-Kommissionen in der Bundesrepublik Deutschland

### Schweiz
- Gesetzgebung und Richtlinien auf Bundesebene
- Nationale Ethikkommission im Bereich der Humanmedizin
- Arbeitsgemeinschaft der Ethikkommissionen (AGEK)
- Ethikkommissionen nach Kantonen

Artikel, Publikationen
- Joel Michel: Ethikkommissionen in der Schweiz, Blogpost, Reatch-Blog, 20. Mai 2024, auf reatch.ch

### Österreich
- Ethikkommission - Medizinische Universität Wien
- ethikkommissionen.at